# Instytut Polski w Pradze

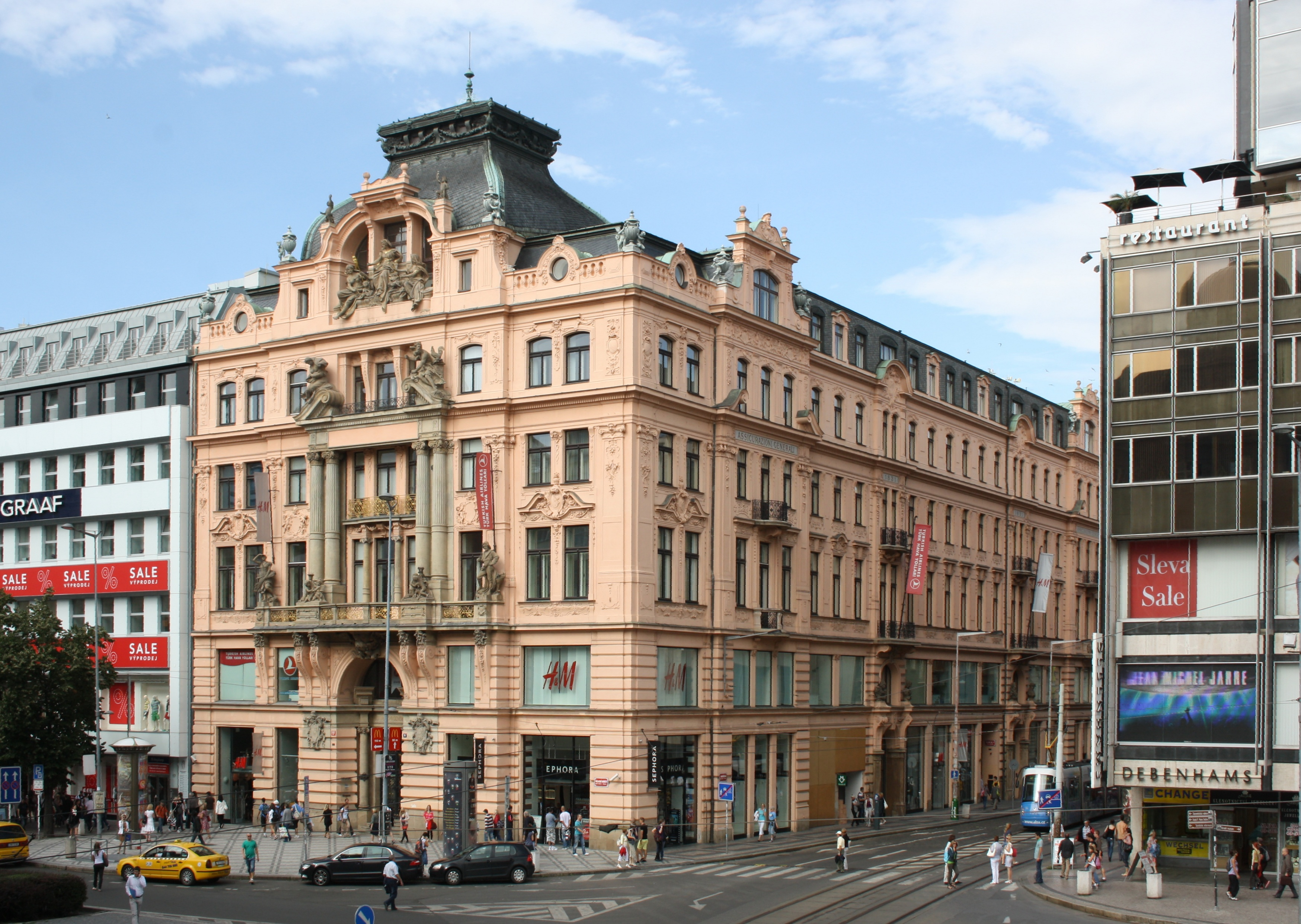
b. siedziba Instytutu Polskiego w Pradze przy pl. Wacława

Instytut Polski w Pradze (cz. Polský Institut v Praze) – polska placówka kulturalna w czeskiej Pradze, podlegająca Ministerstwu Spraw Zagranicznych RP.

## Działalność
Zadaniem instytutu jest upowszechnianie polskiej kultury, nauki i sztuki, wiedzy o historii Polski oraz propagowanie polskiego dziedzictwa narodowego na terenie Czech, a także promocja współpracy w dziedzinie kultury, edukacji, nauki oraz sztuki między Rzecząpospolitą Polską a Republiką Czeską.
Instytut organizuje liczne przedsięwzięcia – wystawy, odczyty, kursy języka polskiego. Placówka prowadzi również bibliotekę publiczną z czytelnią, gromadzącą książki w języku polskim oraz czeskie przekłady polskich książek, a także polskie filmy i płyty z polską muzyką.

## Historia
Instytut kontynuuje tradycje ataszatu kulturalnego Ambasady RP w Pradze w okresie międzywojennym. Po II wojnie światowej ataszat przekształcony został w Polski Ośrodek Kultury (Polské informační a kulturní středisko), a od 1994 placówka funkcjonuje pod obecną nazwą. Do 2002 mieściła się przy pl. Wacława (Vaclavske Namesti) 19.
Od 2004 r. do marca 2024 r. Instytut mieścił się w historycznym centrum Pragi, w romańskiej kamienicy „U Angela” (Dům U Anděla) lub „W raju” (V ráji) z XIV wieku (z 1360 lub 1374 ?) na Małym Rynku (Malé náměsti) 144/1. Od kwietnia 2024 r. siedzibą Instytutu Polskiego w Pradze jest Pałac Metro (Palác Metro) przy Národní třída 961/25 (Aleja Narodowa w Pradze).

### Dyrektorzy
- 1990–1995 – Andrzej Zajączkowski[4]
- 1996–2001 – Andrzej Jagodziński
- 2001–2006 – Mirosław Jasiński
- 2006–2010 – Maciej Szymanowski
- 2010–2014 – Piotr Drobniak
- 2014–2016 – Agnieszka Kwiatkowska[5]
- 2016–2023 – Maciej Ruczaj
- 2023–2024 – Piotr Krygiel[6]
- od czerwca 2024 – Monika Olech